# الکینز (آرکانزاس)
الکینز (آرکانزاس) (به انگلیسی: Elkins, Arkansas) یک شهر در ایالات متحده آمریکا با جمعیت ۲٬۲۲۳ نفر است که در آرکانزاس واقع شده‌است.

## موقعیت جغرافیایی
موقعیت جغرافیایی شهرها و مناطق اطراف به شرح زیر است: